# Acid fusidic
Acidul fusidic este un antibiotic cu structură steroidică, utilizat în tratamentul unor infecții bacteriene. Infecțiile tratate pot fi localizate la nivelul pielii sau la nivelul ochiului. Datorită problemelor recente legate de rezistența la antibiotice, a început să crească interesul pentru antibiotice mai vechi; în acest caz se află și acidul fusidic.

## Utilizări

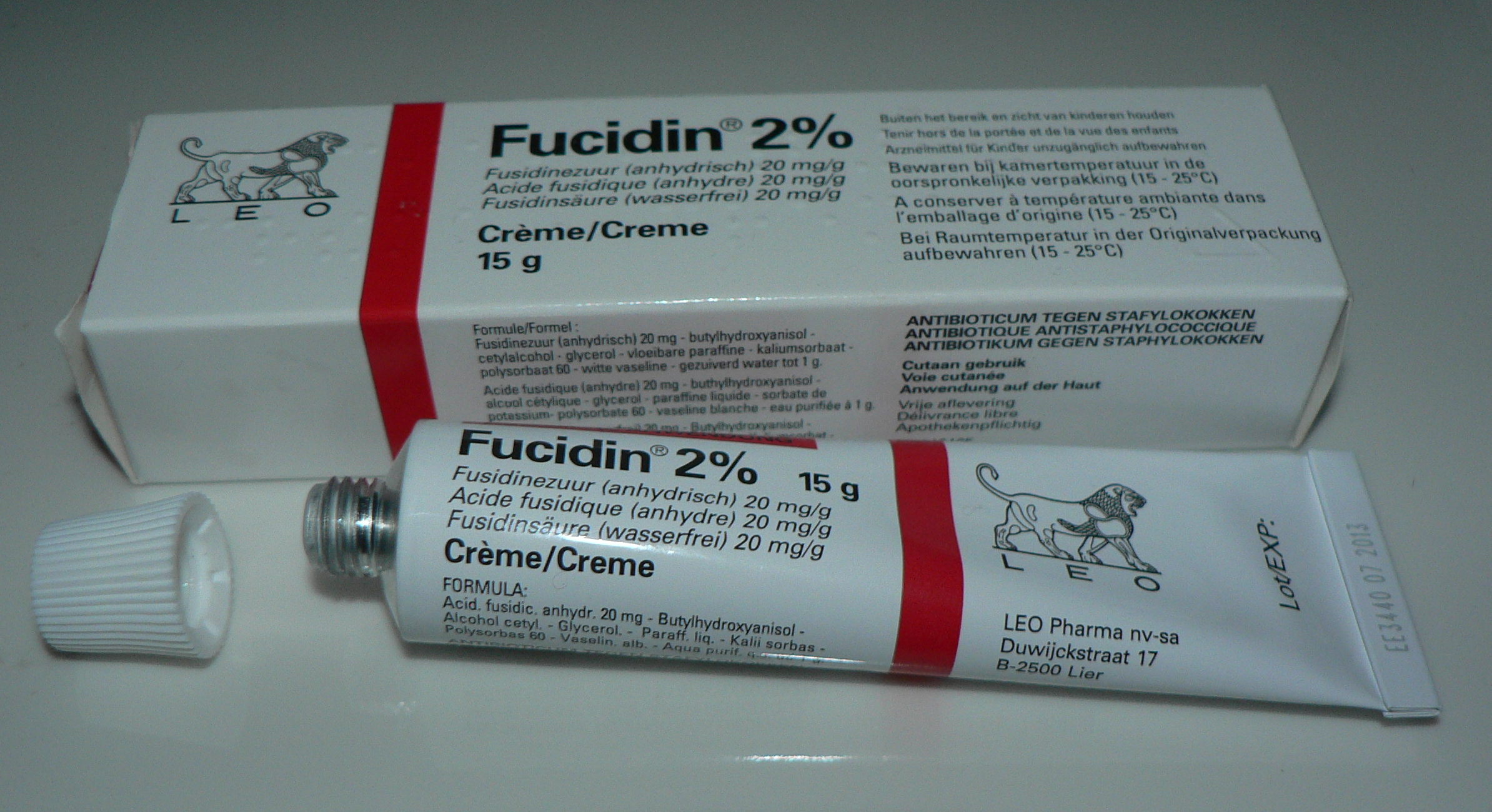
Tub cu cremă cu acid fusidic 2%

Acidul fusidic este utilizat în tratamentul infecțiilor:
- locale, sub formă de unguent oftalmic sau cremă (pentru uz topic)[10][11]
- sistemice, sub formă de suspensie sau comprimate (pentru uz oral)

## Farmacologie
Acidul fusidic prezintă o acțiune bactericidă și bacteriostatică prin inhibarea sintezei proteice bacteriene, prin inhibarea translocării factorului de elongare G (EF-G) din ribozom.